# Línea 9 (Santa Fe)
Línea 9 es una línea de transporte urbano de pasajeros de la ciudad de Santa Fe, Argentina. El servicio es actualmente operado por ERSA Urbano.

## Recorridos
Servicio diurno y nocturno.

### Línea 9
Recorrido: Barrio El Pozo, Calle Norte al Este; Calle Este; Calle Ctro. Comercial al Oeste; Calle Oeste; J. R. Rodríguez; Facultades U.N.L.; J. R. Rodríguez; Puente Oroño; Bv. Gálvez; Güemes; P. Díaz Colodrero; Mitre; M. Zapata; Avellaneda; S. del Carril; Alvear; Lavaisse; Av. A. del Valle; Fray M. Esquiú; Av. F. Zuviría; E. Zeballos; Av. Blas Parera; Av. J. D. Perón; Bv. Pellegrini; Naciones Unidas; R. S. Peña; Mendoza; Av. Freyre; Juan de Garay; 4 de Enero; Mendoza; Rivadavia; H. Yrigoyen; Belgrano; Diag. España; Junín; Rivadavia; Stgo. del Estero; Av. Freyre; Bv. Pellegrini; Av. J. D. Perón; Av. Blas Parera; Castelli; Av. F. Zuviría; Derqui; Av. A. del Valle; Llerena; Belgrano; Gorostiaga; M. Candioti; S. del Carril; Güemes; Calcena; Lavalle; L. Torrent; Mitre; P. Díaz Colodrero; Güemes; Bv. Gálvez; Puente Oroño; J. R. Rodríguez; Facultades U.N.L.; J. R. Rodríguez; Barrio El Pozo Calle Sur al Este; Calle Este; Calle Centro Comercial; Calle Oeste al Norte; Parada.

### Ampliación
El recorrido se extenderá en horario escolar de entrada matutina y salida vespertina de la escuela Avellaneda, ampliando el recorrido por calle Calcena hacia Laprida; Bv. Muttis; V. Sarsfield, y regresando al recorrido habitual por Calcena.

### Combinaciones
Con la Línea 1 ida y vuelta al Hospital de Niños, en E. Zeballos y Estrada; con la Línea 5 ida y vuelta al Hospital de Niños, en Blas Parera y Castelli; con la Línea 15 al Hospital de Niños, en E. Zeballos y Europa; con la Línea 15 desde el Hospital de Niños, en Castelli y Europa; con la Línea 16 ida y vuelta a barrio El Pozo, en Bv. Gálvez y Dorrego.